# 木犀草素
木犀草素（Luteolin）为黄酮类化合物。像所有的黃酮類物質，它有一個黃色結晶的外觀。
木犀草素最常在葉中發現的，但它也可以看出在果皮，樹皮，三葉草花，和豚草花粉。它也被從芳香族開花植物中分離，鼠尾草。膳食來源包括芹菜，椰菜，青椒，芹菜，百里香，蒲公英，紫蘇，甘菊茶，胡蘿蔔，橄欖油，薄荷，迷迭香，臍橙，和牛至。它也可以在一些棕櫚的種子中發現。
木犀草素最常见于植物叶片中，如芹菜、百里香、蒲公英等植物。

## 代谢
- 木犀草素O-甲基转移酶
- 黄酮7-O-β-葡糖转移酶

## 成苷
- 东方蓼黄素，木犀草素-8-葡萄糖苷。
- 异东方蓼黄素，木犀草素-6-葡萄糖苷。
- 菜蓟糖苷，木犀草素-7-葡萄糖苷。
- 忍冬苷，木犀草素-7-芸香糖苷。

## 生理活性
木犀草素是一种PDE4抑制剂、磷酸二酯酶抑制剂和白细胞介素6抑制剂。
其可显著逆转小鼠的甲苯噻嗪/氯胺酮诱导麻醉。
临床前研究表明，木犀草素可能具有的药理作用，包括抗氧化、抗炎、抗菌和抗癌。初步研究发现，木犀草素能够抑制血管新生诱导细胞凋亡，影响动物模型肿瘤的发展，降低肿瘤的生长速度，并提高某些抗癌药物对肿瘤细胞的细胞毒性，这表明木犀草素可能是潜在的癌症化学预防药物和化疗药物。木犀草素生物活性的机制可能为调节ROS的水平，抑制拓扑异构酶Ⅰ和拓扑异构酶Ⅱ、降低NF-κB和AP-1转录因子的活性，稳定p53及抑制磷酸肌醇3-激酶、信号转导和转录激活子3（STAT3）、胰岛素样生长因子1受体（IGF1R）和人类表皮生长因子受体II的活性。